# Shimizu (metropolitana di Osaka)
Shimizu (清水駅?, Shimizu-eki) è una stazione della metropolitana di Osaka situata nell'area est della città.

## Stazioni adiacenti
| «                   | Servizio          | »                 |
| Linea Imazatosuji   | Linea Imazatosuji | Linea Imazatosuji |
| ------------------- | ----------------- | ----------------- |
| Taishibashi-Imaichi | Locale            | Shimmori-Furuichi |